# Человек на все времена
«Человек на все времена» (англ. A Man for All Seasons) — британская историческая драма, снятая Фредом Циннеманом в 1966 году по одноимённой пьесе Роберта Болта. Рассказывает о святом Томасе Море, который, будучи в XVI веке лорд-канцлером Англии, отказался одобрить развод короля Генриха VIII, не побоявшись отдать жизнь за свои религиозные убеждения.
Картина завоевала две премии Московского кинофестиваля (1967), шесть премий «Оскар» (1967), семь премий BAFTA (1968) и множество других наград.

## Название
Название фильма взято у Роберта Виттингтона, современника Мора, который в 1520 написал о нём так:

Мор — человек ангельского ума и выдающейся учёности. Я равного ему не знаю. Где ещё есть человек такого благородства, такой скромности, такой приветливости? Когда тому время, он удивительно весел и жизнерадостен, когда тому время, он так же грустно серьёзен. Человек на все времена.
Оригинальный текст (англ.)More is a man of an angel's wit and singular learning. I know not his fellow. For where is the man of that gentleness, lowliness and affability? And, as time requireth, a man of marvelous mirth and pastimes, and sometime of as sad gravity. A man for all seasons.
— Whittinton, R. in The Vulgaria of John Stonbridge and the Vulgaria of Robert Whittinton, ed Beatrice White, Kraus Reprint, 1971, at Google Books. Accessed 10 March 2012. Cited by O'Connell, M. in A Man for all Seasons: an Historian's Demur from Catholic Dossier 8 No. 2 (March–April 2002), pp. 16–19, at Catholic Education Resource Center (Canada and U.S.A.)

## Сюжет
Фильм снят по сценарию Р. Болта, адаптировавшего для экрана собственную пьесу о жизни английского гуманиста сэра Томаса Мора, государственного деятеля, юриста и философа.
События, исторически достоверно воспроизведённые на экране, происходят в Англии XVI века, во времена правления короля Генриха VIII. В основе сюжета — конфликт между королём Генрихом VIII и лордом-канцлером Томасом Мором, заканчивающийся гибелью последнего.

## В ролях
| Актёр             | Роль                      |
| ----------------- | ------------------------- |
| Пол Скофилд       | сэр Томас Мор             |
| Уэнди Хиллер      | Алиса Мор                 |
| Лео Маккерн       | Томас Кромвель            |
| Роберт Шоу        | Генрих VIII               |
| Орсон Уэллс       | кардинал Уолси            |
| Сюзанна Йорк      | Маргарет Мор              |
| Найджел Девенпорт | герцог Норфолк            |
| Джон Хёрт         | Ричард Рич                |
| Корин Редгрейв    | Уильям Роупер             |
| Колин Блэйкли     | Мэтью                     |
| Сирил Лакхем      | архиепископ Томас Кранмер |
| Джек Гуиллим      | главный судья             |
| Ванесса Редгрейв  | Анна Болейн               |

## Премии и награды
- «Премия Британской киноакадемии», 1968 год (победа в 7 номинациях):

1. Лучший фильм
2. Лучший британский актёр (Пол Скофилд)
3. Лучший сценарий британского фильма (Роберт Болт)
4. Лучшая работа оператора (в категории «цветные фильмы»)
5. Лучшая работа художника (в категории «цветные фильмы»)
6. Лучшая работа художника по костюмам (в категории «цветные фильмы»)
7. Лучший британский фильм

- «Оскар», 1967 год (победа в 6 номинациях):

1. Лучший фильм
2. Лучшая мужская роль (Пол Скофилд)
3. Лучший режиссёр (Фред Циннеман)
4. Лучший адаптированный сценарий (Роберт Болт)
5. Лучшая работа оператора (в категории «цветные фильмы»)
6. Лучшая работа художника по костюмам (в категории «цветные фильмы»)

Номинировался также в категориях: «Лучшая мужская роль второго плана» (Роберт Шоу) и «Лучшая женская роль второго плана» (Уэнди Хиллер)
- «Золотой глобус», 1967 год (победа в 4 номинациях):

1. Лучшая мужская роль (драма) (Пол Скофилд)
2. Лучший фильм (драма)
3. Лучший режиссёр (Фред Циннеман)
4. Лучший сценарий (Роберт Болт)

Номинировался также в категории: «Лучшая мужская роль второго плана» (Роберт Шоу)
- «ММКФ», 1967 год (победа в 2 номинациях):

1. Серебряная премия за лучшую мужскую роль (Пол Скофилд)
2. Особое упоминание жюри

Номинировался также на главный приз